# Châtenoy (Loiret)
Châtenoy ist eine französische Gemeinde im Département Loiret in der Region Centre-Val de Loire. Sie hat 424 Einwohner (Stand: 1. Januar 2022), die sich Castanéens nennen. Châtenoy gehört zum Arrondissement Montargis und zum Kanton Lorris.

## Geographie
Châtenoy liegt etwa 36 Kilometer ostsüdöstlich von Orléans am Canal d’Orléans. Hier entspringt der Huillard. Umgeben wird Châtenoy von den Nachbargemeinden Sury-aux-Bois im Norden und Westen, Auvilliers-en-Gâtinais im Norden, Beauchamps-sur-Huillard im Nordosten, Chailly-en-Gâtinais im Osten und Nordosten, Coudroy im Osten, Vieilles-Maisons-sur-Joudry im Osten und Südosten, Bouzy-la-Forêt im Süden sowie Saint-Martin-d’Abbat im Westen und Südwesten.

## Bevölkerungsentwicklung
| 1962                       | 1968 | 1975 | 1982 | 1990 | 1999 | 2006 | 2018 |
| -------------------------- | ---- | ---- | ---- | ---- | ---- | ---- | ---- |
| 297                        | 278  | 233  | 290  | 295  | 367  | 430  | 458  |
| Quellen: Cassini und INSEE |      |      |      |      |      |      |      |

## Sehenswürdigkeiten

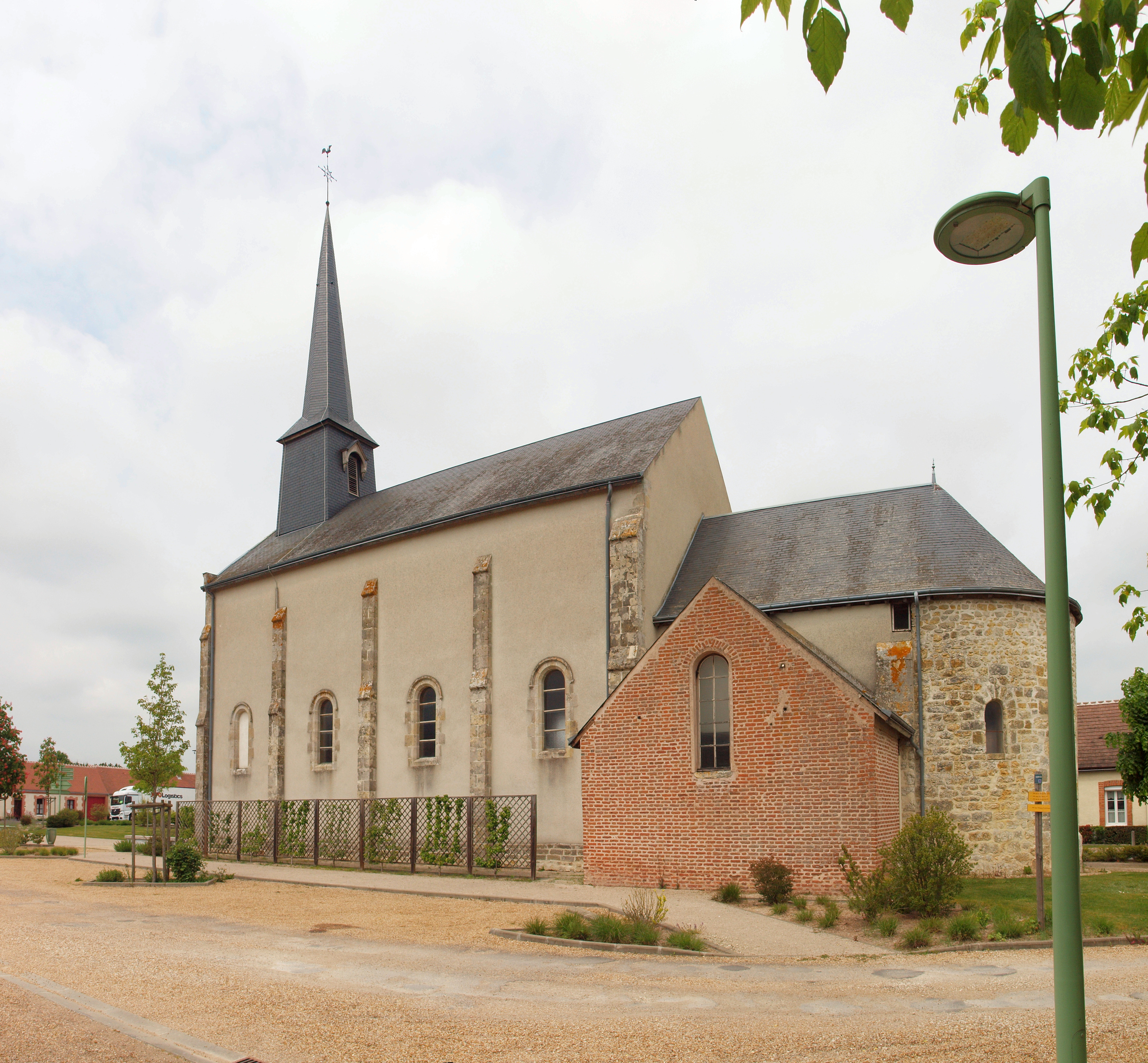
Kirche Saint-Loup
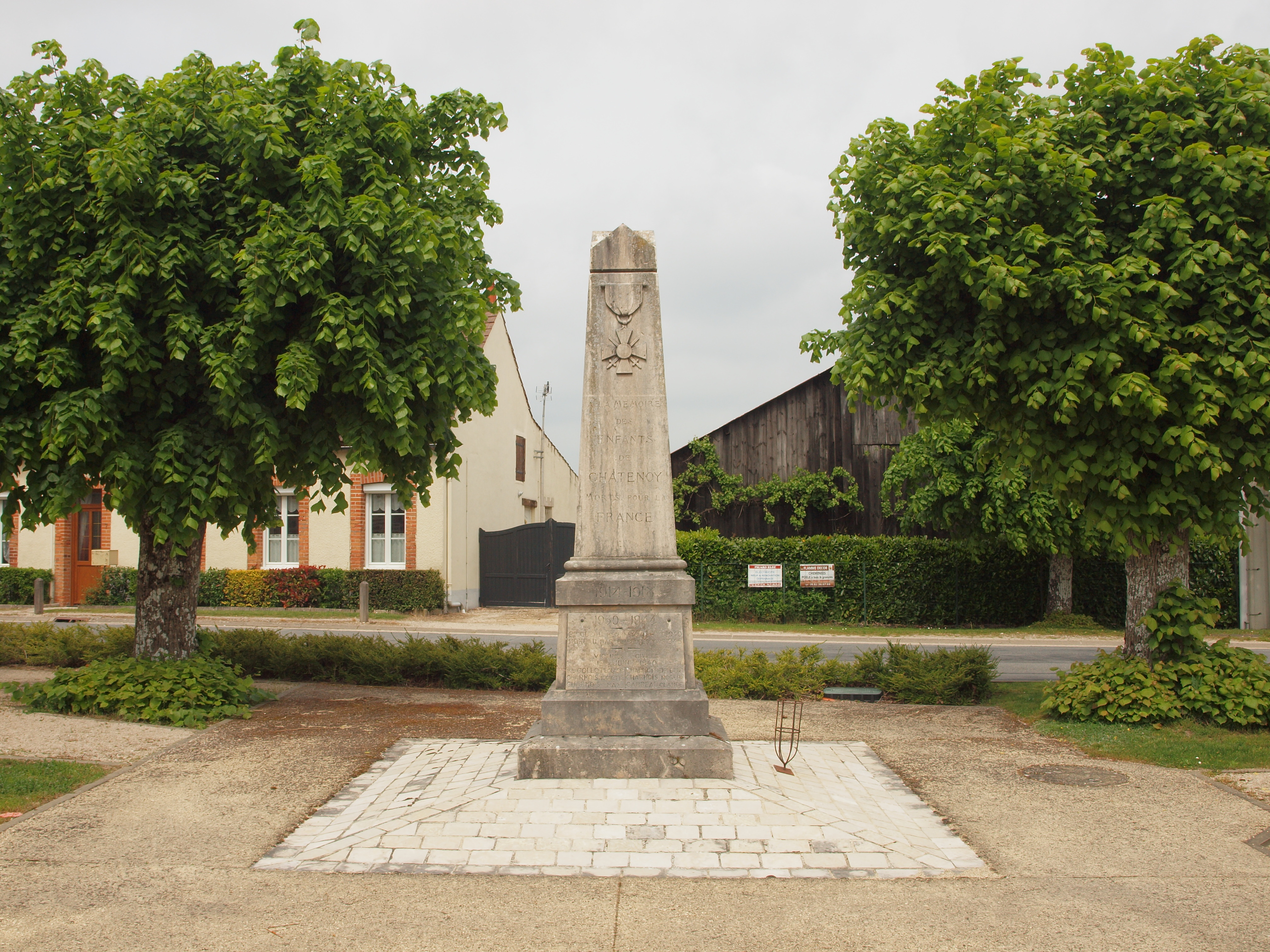
Gefallenendenkmal

- Kirche Saint-Loup
- Gefallenendenkmal